# Loury
Loury – miejscowość i gmina we Francji, w Regionie Centralnym, w departamencie Loiret.
Według danych na rok 1990 gminę zamieszkiwało 1810 osób, a gęstość zaludnienia wynosiła 53 osoby/km² (wśród 1842 gmin Centre, Loury plasuje się na 216. miejscu pod względem liczby ludności, natomiast pod względem powierzchni na miejscu 261.).